# Pseudautomeris suavina
Pseudautomeris suavina är en fjärilsart som beskrevs av Johnson 1937. Pseudautomeris suavina ingår i släktet Pseudautomeris och familjen påfågelsspinnare. Inga underarter finns listade i Catalogue of Life.